# Cueta kasyi
Cueta kasyi is een insect uit de familie van de mierenleeuwen (Myrmeleontidae), die tot de orde netvleugeligen (Neuroptera) behoort. 
Cueta kasyi is voor het eerst wetenschappelijk beschreven door Hölzel in 1969.